# Torneo Supercup 1994
Il Torneo Supercup 1994 si è svolto nel 1994, nella città di Berlino.

## Squadre partecipanti
1. Canada
2. Germania
3. Italia
4. Russia

## Classifica
| Pos. | Team     |
| ---- | -------- |
| 1    | Canada   |
| 2    | Russia   |
| 3    | Italia   |
| 4    | Germania |